# 抽象添字記法
抽象添字記法(ちゅうしょうそえじきほう、abstract index notation)とは、基底の成分ではなくタイプを表す添字を使った、テンソルやスピノルの数学的な記法である。添字は単なるプレースホルダーであり、特定の基底を表すものでも、数値を表すものでもない。そのため、この記法を、リッチ計算法(Ricci calculus)と混用してはならない。この記法は、表現対象に含まれる明らかな共変性を保ちながら、現代的な抽象的テンソル記法におけるテンソル縮約や共変微分の難しさを補うために、アインシュタインの縮約記法の形式的側面を扱う方法として、ロジャー・ペンローズにより導入された。
V をベクトル空間、V∗ をその双対とする。ランク 2 の共変テンソル {\displaystyle \scriptstyle h\in V^{*}\otimes V^{*}} を考えると、h は V 上の双線型形式と同一視することができる。言い換えると、これは V上の2つの引数を持つ函数で、引数は「スロット」として表現することができる。
{\displaystyle h=h(-,-).\,}
抽象記法は、単にラテン文字の添字ででスロットをラベリングするものであり、添字はスロットのラベル以外の意味を持たない（つまり、数値的ではない）。
{\displaystyle h=h_{ab}.\,}
2つのテンソルの縮約は、添字ラベルの繰り返しで表され、片方のラベルは反変（V 上のテンソルに対応する上付き添字）であり、もう片方のラベルは共変（V* 上のテンソルに対応する下付き添字）である。そのため、たとえば、
{\displaystyle {t_{ab}}^{b}}
は、テンソル t = tabc の最後の 2つのスロット上のトレースである。この添字を繰り返すテンソル縮約の表現方法は、アインシュタインの縮約記法と形式的には同じである。しかし、添字は数値ではないので、総和を意味しない。むしろ、タイプ V とタイプ V* の各テンソル成分間の抽象的な基底独立トレース作用素（または双対）に対応している。

## 抽象的添字とテンソル空間
一般の同次テンソルは、V と V∗ のテンソル積の元であり、以下のようなものである。
{\displaystyle V\otimes V^{\ast }\otimes V^{\ast }\otimes V\otimes V^{\ast }}
このテンソル積の各々の要素に対してラテン文字を使い、上付き添字で V に共変なもの、下付き添字で V に反変なものを示すラベル付けを行う。このように積を、
{\displaystyle V^{a}V_{b}V_{c}V^{d}V_{e}\,}
と書く、あるいは、単純に、
{\displaystyle {{{V^{a}}_{bc}}^{d}}_{e}.}
と書く。
最後の 2つの記法は最初の記法と同じ意味である。このタイプのテンソルは同じような種類の記法で書くことができる。たとえば、次のような記法もある。
{\displaystyle {{{h^{a}}_{bc}}^{d}}_{e}\in {{{V^{a}}_{bc}}^{d}}_{e}=V\otimes V^{\ast }\otimes V^{\ast }\otimes V\otimes V^{\ast }.}

## 縮約
一般に、共変ひとつと反変ひとつの要素が空間のテンソル積にあるときは、常に、付帯する縮約（あるいは、トレース）写像が存在する。たとえば、
{\displaystyle \mathrm {Tr} _{12}:V\otimes V^{*}\otimes V^{*}\otimes V\otimes V^{*}\to V^{*}\otimes V\otimes V^{*}}
は、テンソル積の先頭の 2つの空間上のトレースである。
{\displaystyle \mathrm {Tr} _{15}:V\otimes V^{*}\otimes V^{*}\otimes V\otimes V^{*}\to V^{*}\otimes V^{*}\otimes V}
は先頭と最後の空間のトレースである。
これらのテンソル作用素は、テンソルではインデックスの繰り返しによりテンソルであることを意味している。このように第一のトレース写像は、
{\displaystyle \mathrm {Tr} _{12}:{{{h^{a}}_{bc}}^{d}}_{e}\mapsto {{{h^{a}}_{ac}}^{d}}_{e}}
であり、第二のトレース写像は、
{\displaystyle \mathrm {Tr} _{15}:{{{h^{a}}_{bc}}^{d}}_{e}\mapsto {{{h^{a}}_{bc}}^{d}}_{a}}
である。

## 組み紐
1つのベクトル空間上のテンソル積に対して、対応する組み紐写像(braiding maps)が存在する。組み紐写像の例として、
{\displaystyle \tau _{(12)}:V\otimes V\rightarrow V\otimes V}
は、2つのテンソル要素を交換する（したがって、その単独のテンソル上の作用は、{\displaystyle \tau _{(12)}(v\otimes w)=w\otimes v}により与えられる）。一般には、組み紐写像は、対称群の元と一対一に対応し、テンソル要素の置換として作用する。ここで、{\displaystyle \tau _{\sigma }} により置換 {\displaystyle \sigma } に付随した組み紐写像を表す（共通部分を持たない巡回置換(cyclic permutation)の積としての表現）。
組み紐写像は、微分幾何学で、たとえば、ビアンキ恒等式を表すために重要である。ここで、{\displaystyle R} でリーマンテンソルを表し、{\displaystyle V^{*}\otimes V^{*}\otimes V^{*}\otimes V} におけるテンソルと考えると、ビアンキの第一恒等式は、
{\displaystyle R+\tau _{(123)}R+\tau _{(132)}R=0}
となる。
抽象的添字では次のように組み紐写像を扱う。特殊なテンソル積では、抽象的添字の順序付けが固定されている（通常は、これは辞書式順序付けである）。すると、添字のラベルの置換によって、組み紐が表現される。このようにすると、たとえば、リーマンテンソルは、
{\displaystyle R={R_{abc}}^{d}\in {V_{abc}}^{d}=V^{*}\otimes V^{*}\otimes V^{*}\otimes V,}
となり、ビアンキ恒等式は、
{\displaystyle {R_{abc}}^{d}+{R_{cab}}^{d}+{R_{bca}}^{d}=0}
となる。

## 参照項目
- ペンローズのグラフ記法
- アインシュタインの縮約記法
- 添字記法
- テンソル
- 反対称テンソル
- 添字の上げ下げ（英語版）(Raising and lowering indices)
- ベクトルの共変性と反変性